# Soliers
Soliers est une commune française située dans le département du Calvados en région Normandie, peuplée de 2 190 habitants.

## Géographie

### Hydrographie
La commune est située dans le bassin Seine-Normandie. Elle n'est drainée par aucun cours d'eau,.

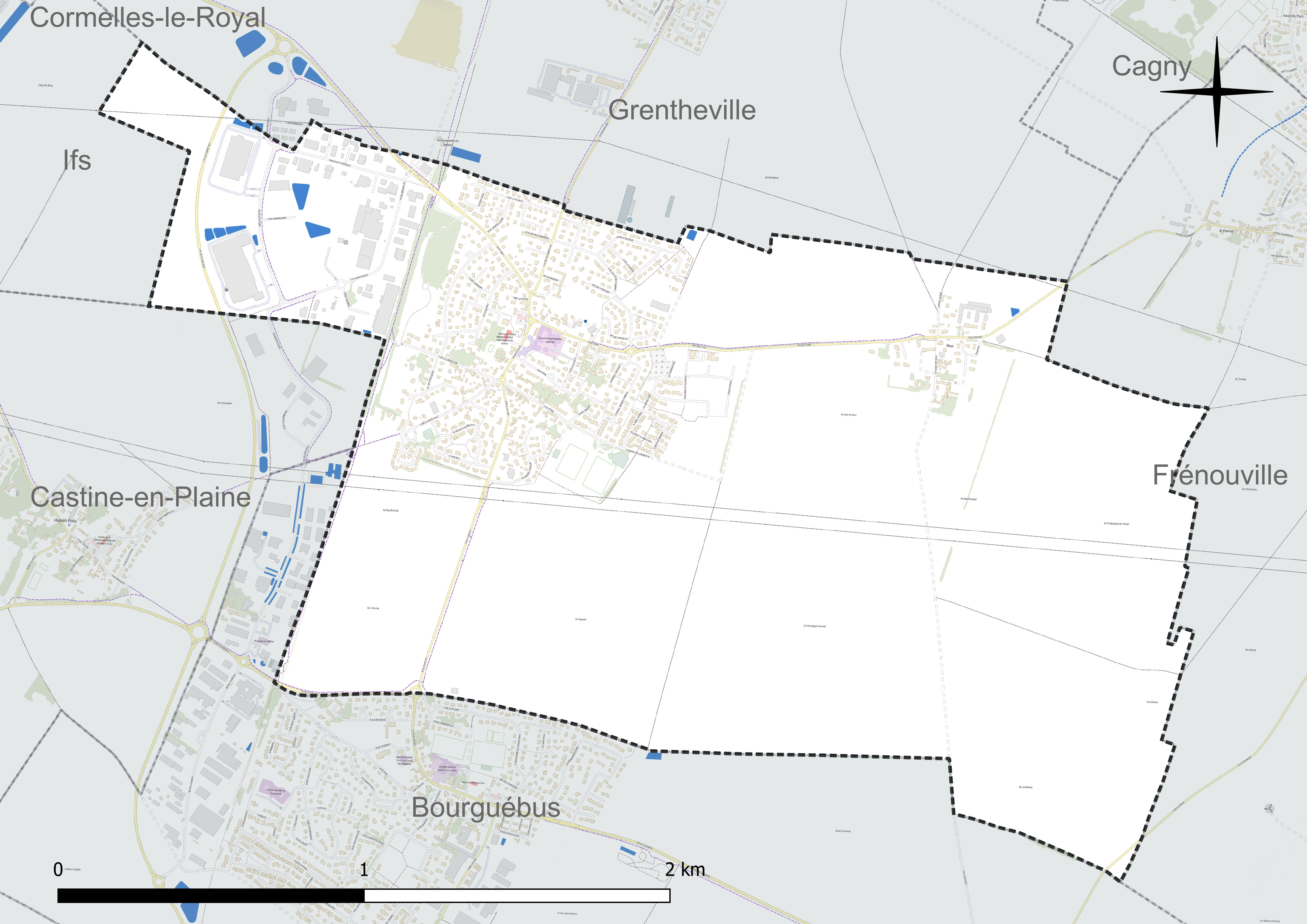
Réseau hydrographique de Soliers.

### Climat
En 2010, le climat de la commune est de type climat océanique altéré, selon une étude du CNRS s'appuyant sur une série de données couvrant la période 1971-2000. En 2020, Météo-France publie une typologie des climats de la France métropolitaine dans laquelle la commune est exposée à un climat océanique et est dans la région climatique Normandie (Cotentin, Orne), caractérisée par une pluviométrie relativement élevée (850 mm/a) et un été frais (15,5 °C) et venté. Parallèlement le GIEC normand, un groupe régional d'experts sur le climat, différencie quant à lui, dans une étude de 2020, trois grands types de climats pour la région Normandie, nuancés à une échelle plus fine par les facteurs géographiques locaux. La commune est, selon ce zonage, exposée à un « climat des plateaux abrités », correspondant à la plaine agricole de Caen à Falaise, sous le vent des collines de Normandie et proche de la mer, se caractérisant par une pluviométrie et des contraintes thermiques modérées.
Pour la période 1971-2000, la température annuelle moyenne est de 10,7 °C, avec  une amplitude thermique annuelle de 12,1 °C. Le cumul annuel moyen de précipitations est de 654 mm, avec 10,9 jours de précipitations en janvier et 7,2 jours en juillet. Pour la période 1991-2020, la température moyenne annuelle observée sur la station météorologique la plus proche, située sur la commune d'Argences à 9 km à vol d'oiseau, est de 11,6 °C et le cumul annuel moyen de précipitations est de 742,9 mm,. Pour l'avenir, les paramètres climatiques de la commune estimés pour 2050 selon différents scénarios d'émission de gaz à effet de serre sont consultables sur un site dédié publié par Météo-France en novembre 2022.

## Urbanisme

### Typologie
Au 1er janvier 2024, Soliers est catégorisée ceinture urbaine, selon la nouvelle grille communale de densité à 7 niveaux définie par l'Insee en 2022.
Elle est située hors unité urbaine. Par ailleurs la commune fait partie de l'aire d'attraction de Caen, dont elle est une commune de la couronne,. Cette aire, qui regroupe 296 communes, est catégorisée dans les aires de 200 000 à moins de 700 000 habitants,.

### Occupation des sols
L'occupation des sols de la commune, telle qu'elle ressort de la base de données européenne d'occupation biophysique des sols Corine Land Cover (CLC), est marquée par l'importance des territoires agricoles (82,3 % en 2018), en diminution par rapport à 1990 (86,8 %). La répartition détaillée en 2018 est la suivante : 
terres arables (82,3 %), zones urbanisées (17,6 %), zones industrielles ou commerciales et réseaux de communication (0,1 %). L'évolution de l'occupation des sols de la commune et de ses infrastructures peut être observée sur les différentes représentations cartographiques du territoire : la carte de Cassini (XVIIIe siècle), la carte d'état-major (1820-1866) et les cartes ou photos aériennes de l'IGN pour la période actuelle (1950 à aujourd'hui).

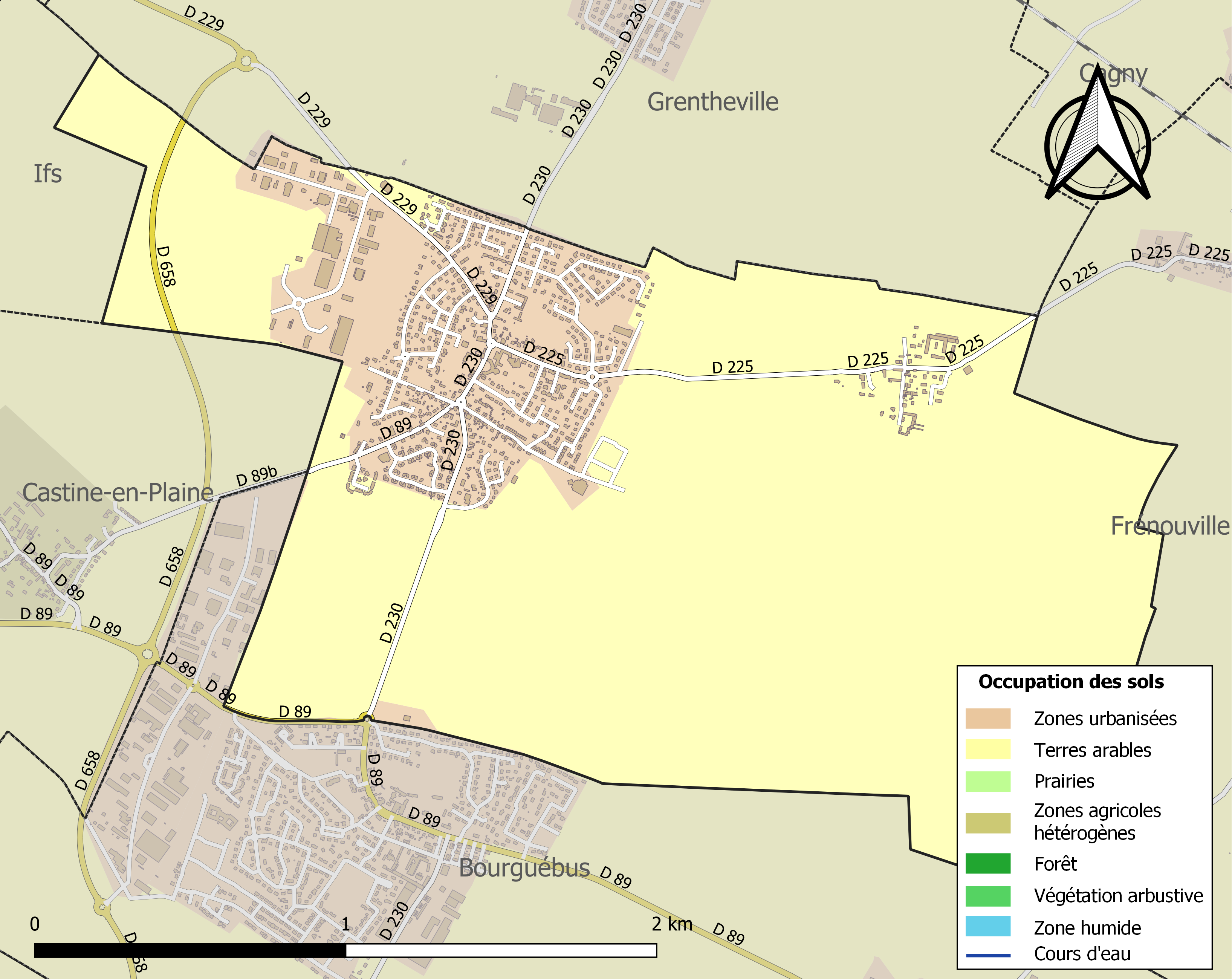
Carte des infrastructures et de l'occupation des sols de la commune en 2018 (CLC).

## Toponymie
Le nom de la localité est attesté sous la forme Solarii en 1083.
Du pluriel de l'oïl solier « étage, balcon, terrasse sur le toit d'un maison, grenier » ou plus simplement, « grenier à paille et à foin », « granges favorisées du soleil ».

## Politique et administration

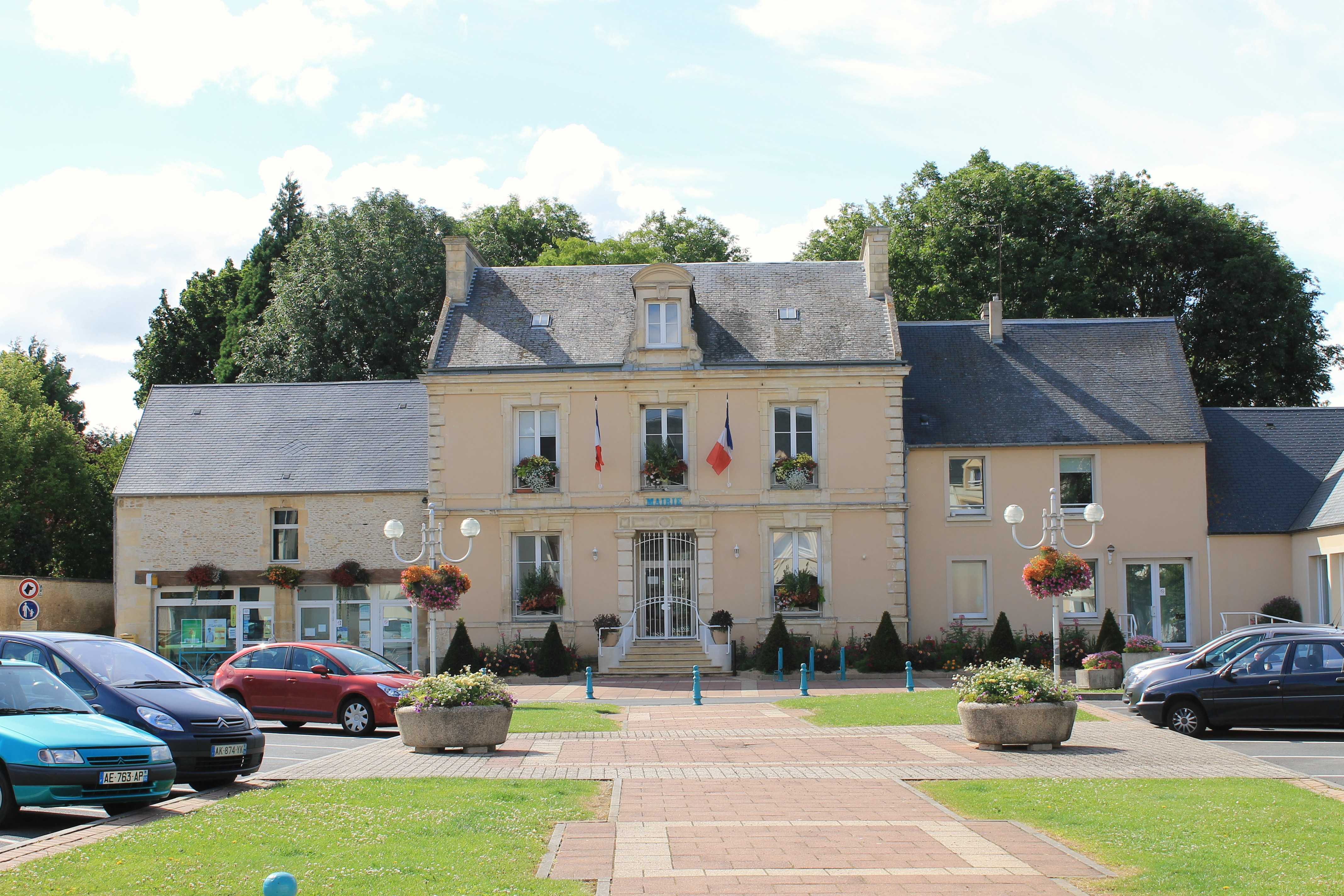
La mairie.

| Période                                  | Période               | Identité                           | Étiquette | Qualité                                                                            |
| ---------------------------------------- | --------------------- | ---------------------------------- | --------- | ---------------------------------------------------------------------------------- |
| août 1823                                | octobre 1831          | Jacques-Guy Lentaigne de Logivière |           |                                                                                    |
| Les données manquantes sont à compléter. |                       |                                    |           |                                                                                    |
| 1951                                     | mars 1977             | Adrien Letellier                   |           |                                                                                    |
| mars 1977                                | juin 1983 (démission) | Claude Bodin                       | PS        | Ancien sous-préfet                                                                 |
| juin 1983                                | mars 2001             | Pierre Elie                        |           | Architecte                                                                         |
| mars 2001                                | mars 2008             | Nicole Bardou                      | DVG       |                                                                                    |
| mars 2008                                | En cours              | Philippe Jouin                     | SE-DVG    | Conducteur de travaux Réélu en 2024 à la suite d'une élection municipale partielle |
| Les données manquantes sont à compléter. |                       |                                    |           |                                                                                    |

## Démographie
L'évolution du nombre d'habitants est connue à travers les recensements de la population effectués dans la commune depuis 1793. Pour les communes de moins de 10 000 habitants, une enquête de recensement portant sur toute la population est réalisée tous les cinq ans, les populations de référence des années intermédiaires étant quant à elles estimées par interpolation ou extrapolation. Pour la commune, le premier recensement exhaustif entrant dans le cadre du nouveau dispositif a été réalisé en 2006.
En 2022, la commune comptait 2 190 habitants, en évolution de +4,94 % par rapport à 2016 (Calvados : +1,58 %, France hors Mayotte : +2,11 %).
| 1793 | 1800 | 1806 | 1821 | 1831 | 1836 | 1841 | 1846 | 1851 |
| ---- | ---- | ---- | ---- | ---- | ---- | ---- | ---- | ---- |
| 349  | 283  | 362  | 327  | 353  | 385  | 359  | 370  | 350  |

| 1856 | 1861 | 1866 | 1872 | 1876 | 1881 | 1886 | 1891 | 1896 |
| ---- | ---- | ---- | ---- | ---- | ---- | ---- | ---- | ---- |
| 358  | 369  | 388  | 377  | 360  | 333  | 323  | 312  | 302  |

| 1901 | 1906 | 1911 | 1921 | 1926 | 1931 | 1936 | 1946 | 1954 |
| ---- | ---- | ---- | ---- | ---- | ---- | ---- | ---- | ---- |
| 318  | 301  | 308  | 302  | 317  | 318  | 335  | 296  | 401  |

| 1962 | 1968 | 1975 | 1982  | 1990  | 1999  | 2006  | 2011  | 2016  |
| ---- | ---- | ---- | ----- | ----- | ----- | ----- | ----- | ----- |
| 471  | 541  | 695  | 1 053 | 1 625 | 1 733 | 2 102 | 2 146 | 2 087 |

| 2021  | 2022  | - | - | - | - | - | - | - |
| ----- | ----- | - | - | - | - | - | - | - |
| 2 135 | 2 190 | - | - | - | - | - | - | - |

## Lieux et monuments
- Église Saint-Vigor du XIIIe siècle qui fait l'objet d'une inscription au titre des monuments historiques depuis le 16 mai 1927[25].

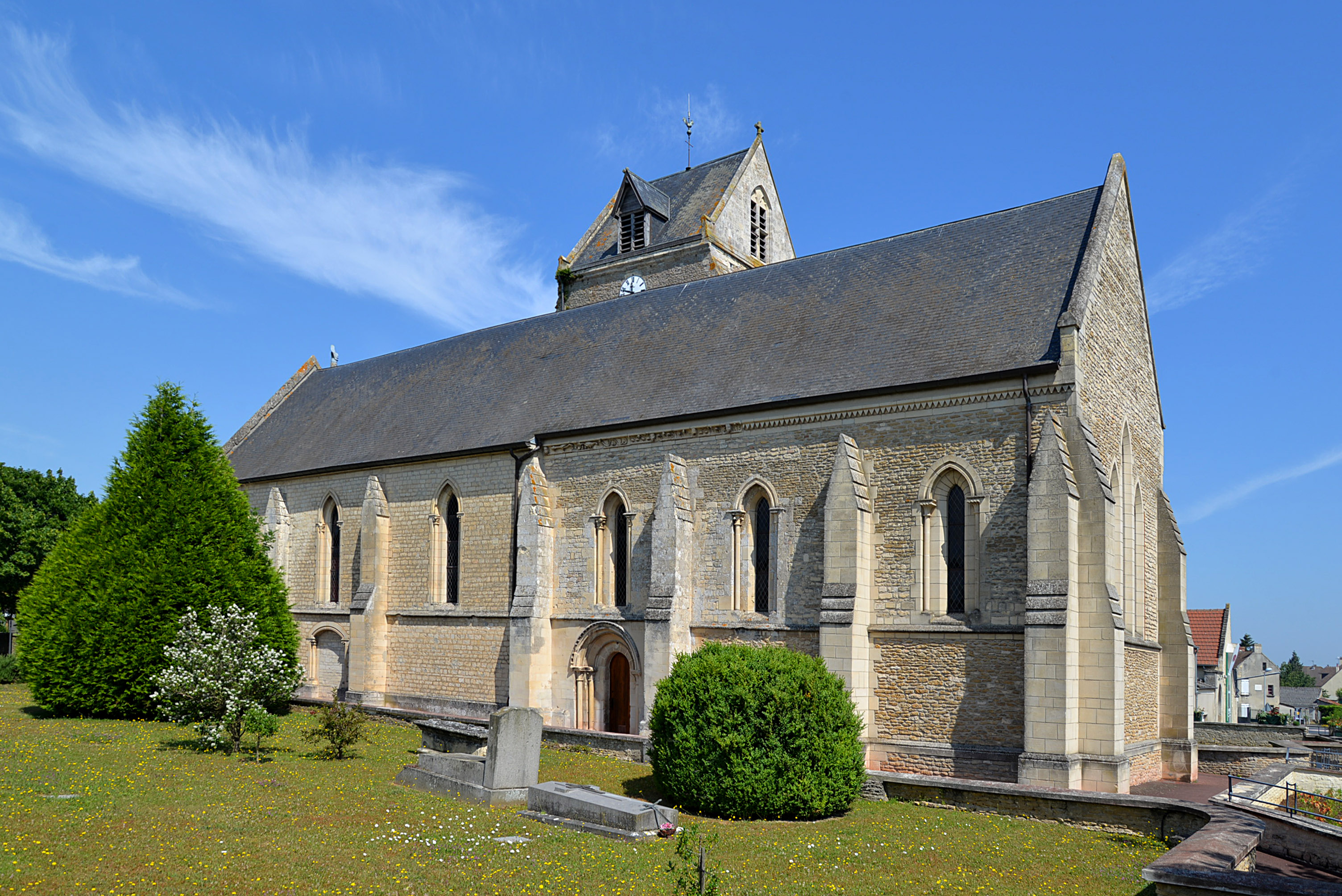
L'église Saint-Vigor. Vue sud-est.
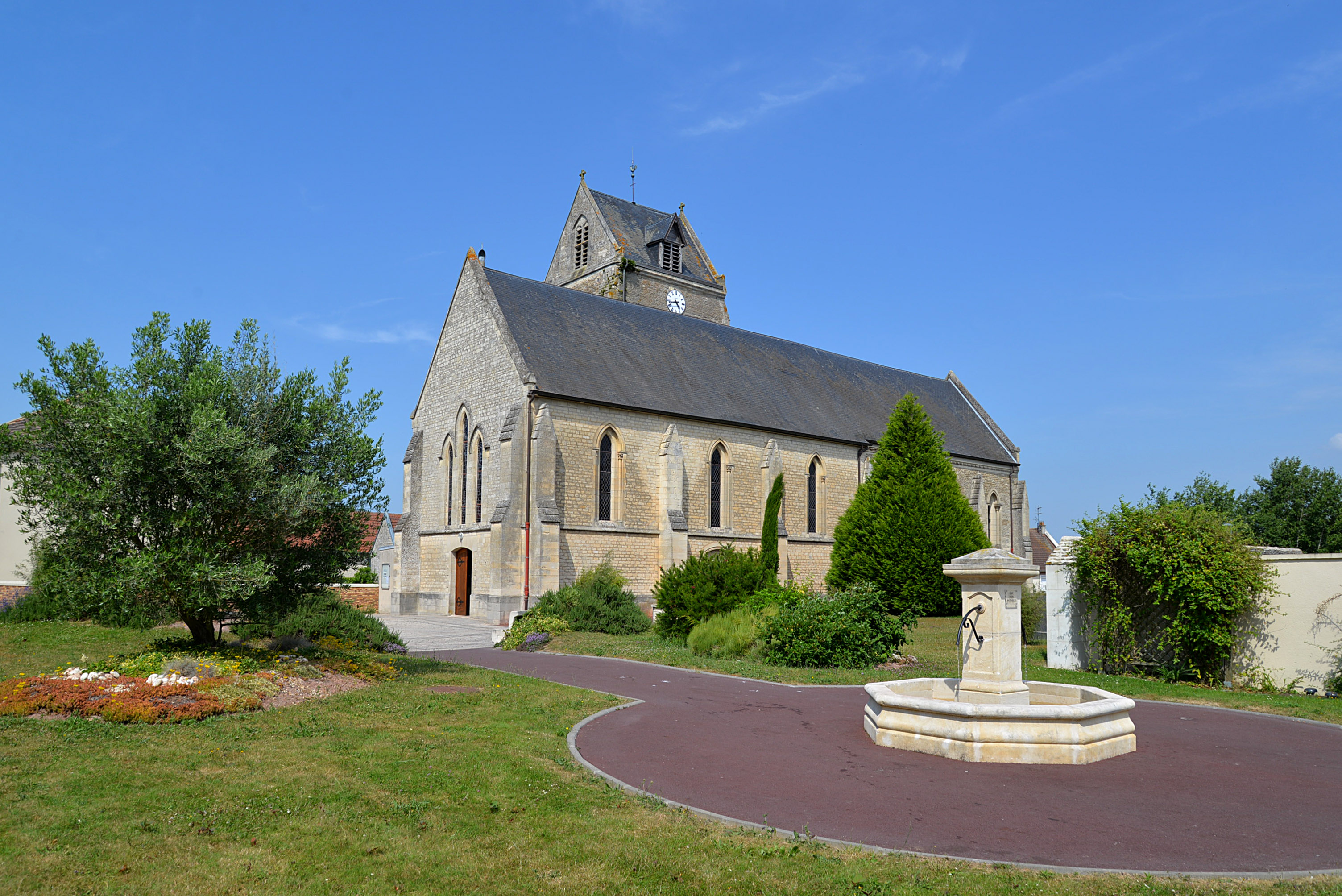
L'église Saint-Vigor. Vue sud-ouest.
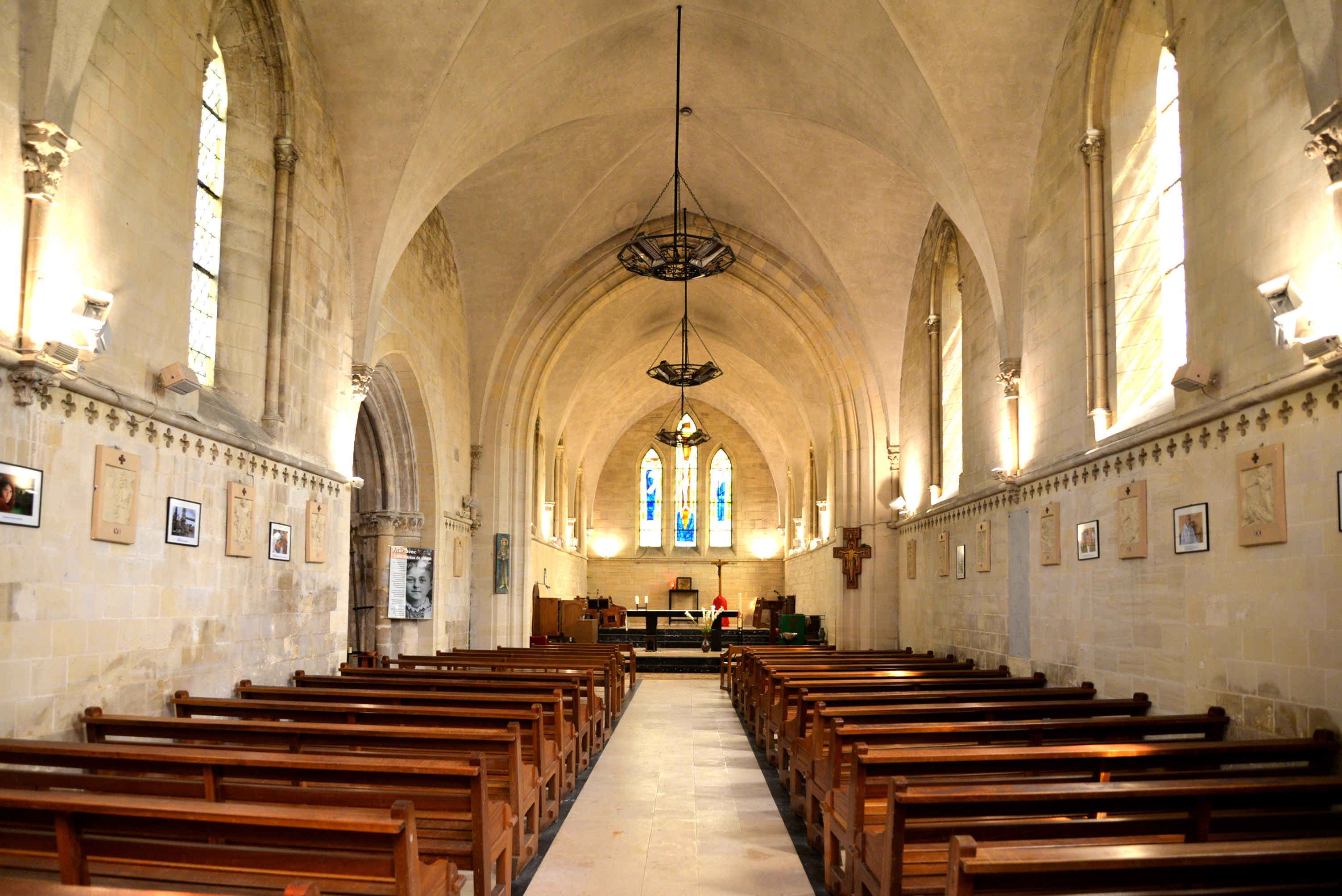
La nef de l'église Saint-Vigor.

## Activité et manifestations

### Jumelages
- Ipplepen (Angleterre), dans le comté de Devon au sud-ouest de l'Angleterre.
- Krombach (Allemagne) depuis 1996, dans l'arrondissement d'Aschaffenbourg en Bavière.

### Manifestations
- Fin juin : fête de Soliers, multiples activités sur place, manèges pour les petits, spectacles, feu d'artifice…
- Début septembre : foire aux greniers.

## Personnalités liées à la commune
- Guillaume de Soliers, Seigneur de Lingèvres, fonde l'abbaye de Cordillon en 1210[26].
- Jacques-Guy Lentaigne de Logivière, mort à Soliers (1769-1839), homme politique, maire de Soliers de 1823 à 1831.
- Arthur Xavier Ducellier, né à Soliers (1832-1893), religieux.
- Stanislas-Arthur-Xavier Touchet (cardinal Touchet), né à Soliers (1848-1926).
- Didier Graffet, illustrateur et coloriste, vit et travaille à Soliers.
- Andy Delort (né en 1991), footballeur, vit à Soliers[27].